# アユルバルワダ
アユルバルワダ（モンゴル語：ᠠᠶᠤᠷᠪᠠᠷᠪᠠᠳᠠ、Ayurbarwada、漢字：愛育黎抜力八達、1285年4月9日 - 1320年3月1日）は、モンゴル帝国の第8代カアン（元としては第4代皇帝）。『集史』などのペルシア語表記では اجورپريه بتره Ayūrparīya-bhadra など。名はアユルバリバドラとも読まれる。

## 生涯
成宗テムルの早世した兄のダルマバラと、有力部族コンギラト出身の妃のダギの間の次男で、武宗カイシャンの弟。叔父のテムルが即位すると、兄とともに有力な後継者候補となることから、テムルの皇后のブルガンによって首都の大都から遠ざけられ、母のダギとともにダルマバラ家の所領であった懐州に押し込められた。
大徳11年（1307年）にテムルが崩御すると、ブルガンはカイシャンとアユルバルワダ兄弟が即位することを避けるため、密かに安西王アナンダを呼び寄せてカアンに即位させようとした。これに対してコンギラト部の血を引くカアンを立てることを望むコンギラト派の重臣たちは密かにアユルバルワダとダギを大都に呼び寄せ、アユルバルワダを擁立してクーデターを起こしてブルガンとアナンダを捕らえた。コンギラト派はさらにアユルバルワダをカアン位に就けようと目論んだが、モンゴル高原に駐留していた兄のカイシャンが大軍を率いて南下してきたため、アユルバルワダは単に摂政と称してカイシャンを迎え入れ、カアンに即位した兄の皇太子となることを甘受した。
至大4年（1311年）、兄のカイシャンの死とともにカアンに即位すると、たちまち大徳11年のクーデターで活躍した母のダギおよびコンギラト派の重臣が政権を握る。カイシャン腹心の重臣が汚職の疑いで追放され一掃されると、カイシャン時期の財政最優先の国家体制が改められてその中心である尚書省が廃止され、唯一の中央行政官庁となった中書省の長官である右丞相にはダギの寵臣のテムデルが就任した。
テムデルはカイシャン時期のインフレーション抑制策の目玉であった新紙幣の至大銀鈔を廃止し、世祖クビライ時期の至元鈔に戻した。代わりに商業税の徴収を強化するなど、徴税改革で収入増を図ろうとしたが、抜本的な改革は行われず、問題はそのまま先送りにされた。アユルバルワダの治世が後世に名を残したのはむしろ文化的な政策であり、『貞観政要』がモンゴル語に訳されて全国に配布され、漢文による法典が編纂され始めた。政府には漢人・非漢人を問わず儒学の素養を身に付けた知識人が集められ、延祐2年（1315年）には合格者数がきわめて少ないという限定的なものながら、科挙が復活した。
アユルバルワダの治世にはテムデルと、その後援者である皇太后ダギの権勢がカアンの権力をまったく上回り、カアンの聖旨（ジャルリグ）よりも皇太后の懿旨（ウゲ）が権威を持つと言われるほどであった。このためアユルバルワダは宮廷に篭りがちになったが、晩年には御史台の弾劾によりついにテムデルを失脚させた。しかしまもなく延祐7年（1320年）に36歳で崩御すると、その子のシデバラを即位させた皇太后ダギはテムデルを復職させ、その専権が続くこととなる。
アユルバルワダの治世は漢文化と知識人が優遇されたことから漢人編纂の歴史書では高く評価されており、元朝が征服王朝として成熟を示した時代と言われることもある。

## 系譜

### 后妃
『元史』巻106表1后妃表には2人の皇后の名前が記録されている。
- 荘懿慈聖皇后 ラトナシリ（阿納失失里、? - 1322年）- コンギラト部出身。
- 皇后 ダルマシリ（答里麻失里）- 金氏、高麗人。
- 皇后 バヤン・クトゥク（伯顔忽篤）- 王氏、高麗人。

### 子女
- 英宗 シデバラ - 母はラトナシリ。
- 安王 ウドゥス・ブカ - 母は不明。

## 関連書籍
- 豊田有恒『モンゴルの残光』早川書房、1967年、のち文庫、講談社文庫、ハルキ文庫